# (31888) Polizzi
(31888) Polizzi es un asteroide perteneciente al cinturón de asteroides, descubierto el 29 de marzo de 2000 por el equipo del Lincoln Near-Earth Asteroid Research desde el Laboratorio Lincoln, Socorro, Nuevo México.

## Designación y nombre
Designado provisionalmente como 2000 FM35. Fue nombrado en honor de Cristian David Polizzi (n. 1996) quien obtuvo el segundo lugar en la Feria Internacional de Ciencia e Ingeniería Intel 2015 por su proyecto de equipo de energía. Asiste a la Escuela Provincial de Educación Técnica No 4, Junín de los Andes, Neuquén, Argentina.

## Características orbitales
Polizzi está situado a una distancia media del Sol de 2,354 ua, pudiendo alejarse hasta 2,680 ua y acercarse hasta 2,029 ua. Su excentricidad es 0,138 y la inclinación orbital 7,313 grados. Emplea 1319,26 días en completar una órbita alrededor del Sol.
Pertenece a la familia de asteroides de (4) Vesta.

## Características físicas
La magnitud absoluta de Polizzi es 15,19. 